# Christia
Christia – rodzaj roślin z rodziny bobowatych (Fabaceae). Obejmuje 11 gatunków. Występują one w południowo-wschodniej Azji, na Nowej Gwinei oraz w zachodniej i północnej Australii. Rosną w formacjach trawiastych i zaroślowych oraz na przydrożach. Wykorzystywane są jako rośliny lecznicze.
Nazwa naukowa rodzaju upamiętnia niemieckiego przyrodnika Johanna Ludwiga Christa.

## Morfologia

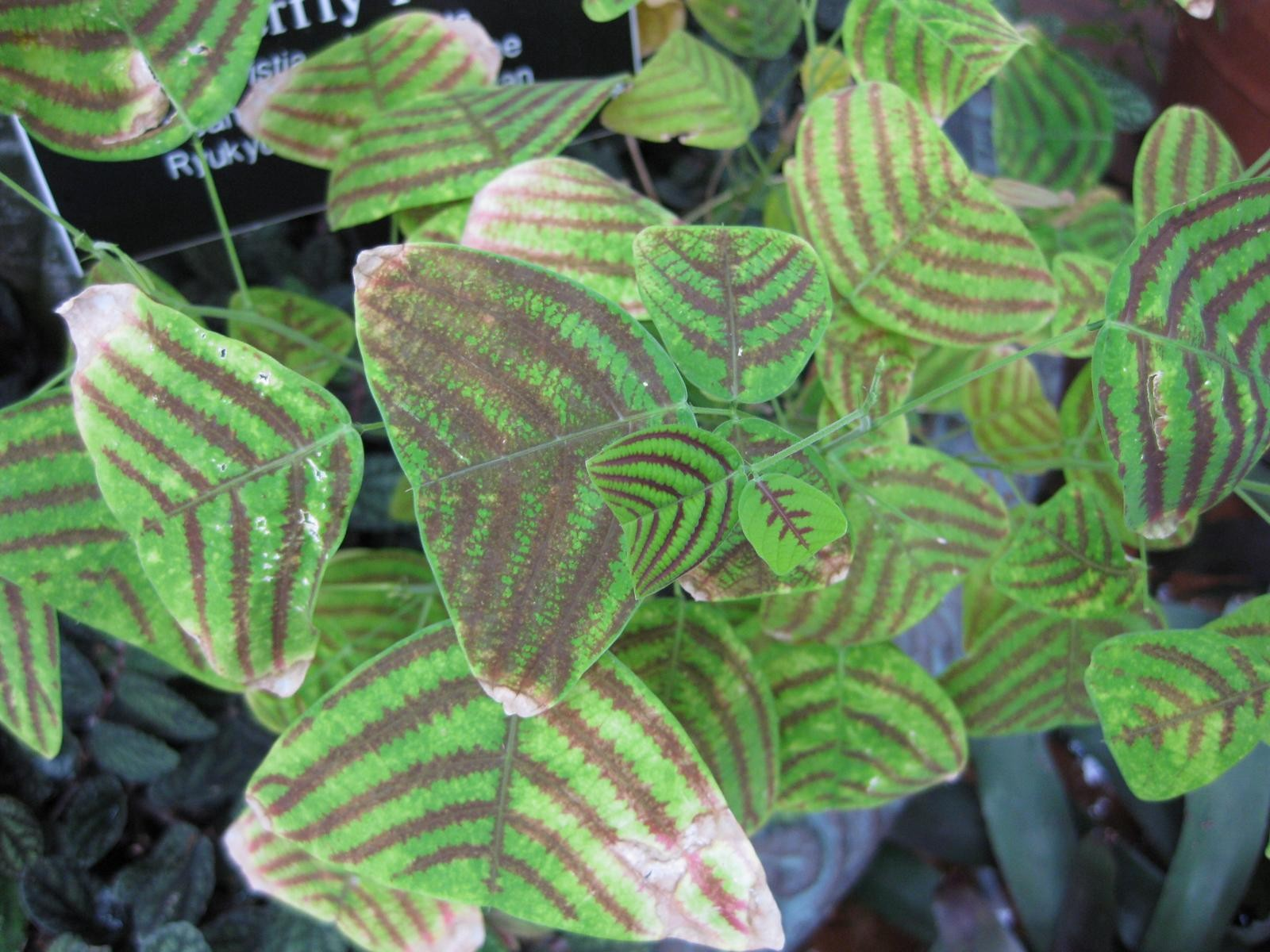
Liście Christia obcordata

PokrójRośliny zielne i półkrzewy o wzniesionych pędach i luźnym, rozpierzchłym pokroju.
LiścieTrójlistkowe lub jednolistkowe, z przylistkami.
KwiatyDrobne, poniżej 6 mm długości, zebrane w kwiatostany wiechowate i groniaste tworzące się na szczytach pędów lub rzadziej w kątach liści. Kielich błoniasty, dzwonkowaty, z 5 ząbkami. Kwiaty motylkowe podobnej długości jak kielich lub nieco dłuższe, z żagielkiem szerokim, u nasady z paznokciem, skrzydełka przylegające do łódeczki, która jest tępo zakończona. Pręcików jest 10, z czego jeden wolny, pozostałe zrastają się. Słupek pojedynczy, z licznymi zalążkami w zalążni, szyjka słupka zagięta, zakończona główkowatym znamieniem.
OwoceWielonasienne, przewęziste strąki rozwijające się w trwałym kielichu powiększającym się w czasie owocowania.

## Systematyka
Pozycja systematyczna
Jeden z rodzajów podplemienia Desmodiinae, plemienia Desmodieae i podrodziny bobowatych właściwych Faboideae z rodziny bobowatych Fabaceae.
Wykaz gatunków
- Christia australasica (Schindl.) Bakh.f.
- Christia constricta (Schindl.) T.C.Chen
- Christia convallaria (Schindl.) Ohashi
- Christia hainanensis Yen C.Yang & P.H.Huang
- Christia lychnucha (Schindl.) Ohashi
- Christia obcordata (Poir.) Bakh.f.
- Christia paniculata (Wall. ex Benth.) Thoth.
- Christia parviflora (Schindl.) Bakh.f.
- Christia pierrei (Schindl.) Ohashi
- Christia vespertilionis (L.f.) Bakh.f.
- Christia zollingeri (Schindl.) Bakh.f.